# On a Night Like This
Singles de Kylie Minogue
Spinning Around
(2000) Kids
(2000)
On a Night Like This est un single de l'album de Kylie Minogue, Light Years (2000).